# Južni Orkney
Otočje Južni Orkney je skupina otoka u Južnom oceanu, oko 604 km sjeveroistočno od vrha Antarktičkog poluotoka i 844 km jugozapadno od otoka Južna Georgia. Imaju ukupnu površinu od oko 620 km2. Na otoke polažu pravo i Britanija (kao dio Britanskog antarktičkog teritorija od 1962., prethodno kao Zavisni Falklandski otoci), i Argentina kao dio argentinske Antarktike. Prema Ugovoru o Antarktici iz 1959., tvrdnje o suverenitetu su u prekidu. I ujedinjeno Kraljevstvo i Argentina imaju baze na otocima. Argentinska Istraživačka postaja Orcadas, osnovana 1904., nalazi se na otoku Laurie. U 11 zgrada argentinske stanice ljeti boravi do 45 osoba, a zimi u prosjeku 14 osoba. Baza British Antarctic Survey, Istraživačka postaja Signy, nalazi se na otoku Signy i osnovana je 1947. godine. U početku radi tijekom cijele godine, od 1995./6. istraživačka postaja Signy otvorena je samo od studenog do travnja svake godine (ljeti na južnoj hemisferi).
Osim osoblja u bazama, na otocima nema stalnih stanovnika.

## Povijest
Južne Orkneyske otoke otkrila su 1821. godine dvojica lovaca na tuljane, Amerikanac Nathaniel Brown Palmer i Britanac George Powell. Otoci su izvorno nazvani Powell's Group, a glavni otok nazvan je eng. Coronation – krunidba jer je to bila godina krunidbe kralja Đure IV.. Godine 1823. James Weddell posjetio je otoke, dao arhipelagu današnje ime (prema otočju Orkney na sjeveru Škotske) i također preimenovao neke od otoka. Otoci Južni Orkney nalaze se otprilike na istoj geografskoj širini prema jugu kao i Orkneyski otoci sjeverno (60°S prema 59°N), iako nije poznato je li to bio čimbenik iza imenovanja otoka. Slično tome, Južno Shetlandsko otočje, koje je 1819. otkrio William Smith, nalaze se otprilike na istoj geografskoj širini prema jugu kao i škotsko Shetlandsko otočje (62° južno prema 60° sjeverno).
Kasnije su Južne Orkneyske otoke često posjećivali lovci na tuljane i kitolovci, ali otoci nisu temeljito istraženi sve do ekspedicije Williama Speirsa Brucea na Scotiji 1903., koja je prezimila na otoku Laurie. Bruce je pregledao otoke, poništio neke od Weddellovih promjena imena i uspostavio meteorološku stanicu, koja je prodana argentinskoj vladi nakon njegova odlaska 1904. Ova baza, preimenovana u Orcadas 1951., today je u funkciji i stoga je najstarija istraživačka postaja s stalnim osobljem na Antarktiku.
Godine 1908., Ujedinjeno Kraljevstvo proglasilo je suverenitet nad raznim antarktičkim i južnoameričkim teritorijima "južno od 50. paralele južne zemljopisne širine, i koja se nalaze između 20. i 80. stupnja zapadne zemljopisne dužine", uključujući Južne Orkneyske otoke. Otoci su kasnije postali dio Zavisnih Falklandskih otoka. Biološka istraživačka stanica na otoku Signy izgradio ju je 1947. British Antarctic Survey, a osoblje je bilo zaposleno tijekom cijele godine do 1996., kada je osoblje postaje smanjeno na 8-10 osoblja koje je ostalo samo tijekom ljeta na južnoj polutci (od studenog do travnja svaki godina). Godine 1962. otoci su postali dijelom novoosnovanog Britanskog antarktičkog teritorija.
Argentinsko polaganje prava na otoke datira iz 1925. Izvorno je opravdan argentinskom okupacijom baze na otoku Laurie, a kasnije je uključen u širi teritorijalni zahtjev.

## Geografija i klima
Otoci se nalaze na geografskoj širini od oko 60°30' do 60°48'  južno i zemljopisne dužine 44°25' do 46°43' zapadno u Južnom oceanu. 
Otočje se sastoji od četiri glavna otoka. Otok Coronation je najveći, dug oko 48 km; njegova najviša točka je Mount Nivea koja se uzdiže na 1,266 m/nm. Otok Laurie je najistočniji od otoka. Ostali glavni otoci su Powell i Signy. Manji otoci u skupini uključuju Robertsonove otoke, otoke Saddle i Acuña. Ukupna površina otočja je oko 620 km2, od čega je oko 90% pod ledom.
Otočje Inaccessible, oko 28 km zapadno, također se smatra dijelom ovog otočja.
Klima Južnog Orkneya općenito je hladna, vlažna i vjetrovita. Ljeta su kratka i hladna (od prosinca do ožujka) kada prosječne temperature dosežu oko 3.5°C i pada na oko −12.8°C u srpnju. Raspon temperature za sve vrijeme je između -12°C i -44°C. Mora oko otoka su od kraja travnja do studenog prekrivena ledom.
Korito Južni Orkney je podmorsko korito nazvano ovim otocima.

## Flora i fauna
Unatoč teškim uvjetima, otoci podržavaju vegetaciju i čine ekoregiju tundre Južnih Orkneyjskih otoka. Svi otoci leže u hladnim morima ispod antarktičke konvergencije. Ova područja podržavaju vegetaciju tundre koja se sastoji od mahovina, lišajeva i algi, dok se morske ptice, pingvini i tuljani hrane u okolnim vodama.
Priobalje Južnog Orkneya je biološki ili beživotno ili vrlo siromašno. Redovi Amphipoda i Tricladida postoje ispod stijena, zajedno s raznim algama, hitonima i nekim puževima. S povećanjem dubine vode život postaje raznolikiji: zvjezdače se pojavljuju na dubinama preko 2-3 metra zajedno sa spužvama, ježincima i ascidijanima. Na dubini od 8-10 metara povećava se raznolikost morskih zvijezda zajedno s općom biomasom, a ispod 30 metara nalaze se ogromne kolonije ovih stvorenja. Dvije vrste pingvina, ogrličasti (Pygoscelis antarctica ) i adelijski pingvin (Pygoscelis adeliae ), prisutne su na kopnu.
Tijekom botaničkog eksperimenta 1960-ih, na otok Signy je slučajno unesena partenogenetska mušica neletačica porijeklom iz Južne Georgije, Eretmoptera murphyi. Mušica je od tada kolonizirala velik dio otoka i mijenja cijeli ekosustav tla. Na nekim mjestima mogu doseći i 20 000 jedinki po m2. Budući da može preživjeti u vodi, postoji zabrinutost da bi mogla doći do drugih otoka.

## Istraživačke postaje
Dvije zemlje koje polažu pravo na otoke imaju istraživačke postaje na otocima.
- Istraživačka postaja Orcadas, otok Laurie (od 1904 – kupljena od britanskog znanstvenika Williama Speirsa Brucea 1904., tada kao meteorološka postaja)
- Istraživačka postaja Signy, otok Signy (od 1947.)

## Vanjske poveznice
- Opis Bruceove ekspedicije
- Slike
- Web stranica argentinske vlade s kartom otočja Južni Orkney